# Neoconorbina
Neoconorbina es un género de foraminífero bentónico de la familia Rosalinidae, de la superfamilia Discorboidea, del suborden Rotaliina y del orden Rotaliida. Su especie tipo es Rosalina orbicularis. Su rango cronoestratigráfico abarca el Holoceno.

## Clasificación
Se han descrito numerosas especies de Neoconorbina. Entre las especies más interesantes o más conocidas destacan:
- Neoconorbina orbicularis
- Neoconorbina terquemi

Un listado completo de las especies descritas en el género Neoconorbina puede verse en el siguiente anexo.
En Neoconorbina se ha considerado el siguiente subgénero:
- Neoconorbina (Tretomphaloides), aceptado como género Tretomphaloides